# Gibberula rolani
Gibberula rolani is een slakkensoort uit de familie van de Cystiscidae. De wetenschappelijke naam van de soort is voor het eerst geldig gepubliceerd in 2005 door Cossignani & Cecalupo.